# Instituto Superior de Educação Professor Aldo Muylaert
O Instituto Superior de Educação Professor Aldo Muylaert (ISEPAM), antigo Instituto de Educação Professor Aldo Muylaert (IEPAM) é uma tradicional instituição de ensino superior pública estadual, mantida pela Fundação de Apoio à Escola Técnica (FAETEC). Localizada na cidade de Campos dos Goytacazes na região norte do estado do Rio de Janeiro
Com as obras iniciadas em 1944, a inauguração do então Instituto de Educação de Campos (IEC) foi concluída em 1947. O Professor Aldo Muylaert, diretor do Instituto durante um longo período e um dos responsáveis pelo desenvolvimento educacional da região, foi homenageado com o nome da instituição. O ISEPAM foi fundado como a Escola Normal de Campos, em 1895, quando funcionava no prédio do Liceu de Humanidades de Campos. Anos depois a instituição recebeu o nome de Instituto de Educação de Campos (IEC) e em 1954, em homenagem a seu diretor grande educador campista, recebeu o nome de Instituto de Educação Professor Aldo Muylaert. Com a entrada na rede FAETEC em 2001, a instituição iniciou a formação de nível superior como curso Normal Superior (atualmente Pedagogia e Educação do Campo). O ISEPAM oferece desde a educação infantil até a Pós-graduação, além do curso técnico em secretaria escolar desde 2014.

A Escola Normal de Campos foi a segunda instituição pública e oficial de formação de professores do Estado do Rio de Janeiro e a primeira em toda a região Norte Fluminense. Criada em 1894, atraía alunos de diversas localidades do Estado. Essa instituição, que funcionou durante sessenta anos como escola anexa ao Liceu de Humanidades de Campos, foi, nesse período, construindo uma cultura escolar e uma identidade própria. Em 1955 passou a constituir, junto ao Grupo Escolar Saldanha da Gama e ao Jardim de Infância José do Patrocínio, o Instituto de Educação de Campos.